# Aéroport international Reine-Alia
Pour les articles homonymes, voir Aéroport d'Amman.
L’aéroport international Reine-Alia (code IATA : AMM • code OACI : OJAI) (arabe : مطار الملكة علياء الدولي translittéré : Matar al-Malikah "Alya" ad-Dowaly) est un aéroport situé dans Zizya (زيزياء) superficie, à 32 kilomètres au sud de Amman, la capitale de la Jordanie. L'aéroport dispose de trois terminaux : deux de passagers, un de fret et d'un parking. Il est la plate-forme de correspondance de la Royal Jordanian Airlines, la compagnie aérienne nationale, en plus d'être un pôle majeur de Jazeera Airways, Emirates, Gulf Air et de la Jordan Aviation. Il a été construit en 1983 en complémentarité de l'aéroport civil d'Amman.
L'aéroport porte le nom de la reine Alia, la troisième épouse du roi Hussein de Jordanie, qui a été tuée dans un accident d'avion en 1977.

## Situation
| Amman · (civil) Prince-Hassan Amman · Reine-Alia Aqaba |

## Services
Le filtrage de sécurité des installations sont de systèmes récents.
Boutiques hors taxes dans les aérogares 1 et 2, exploitées par Aldeasa.
Restaurants et bars : Alpha exploite quatre de ses cafés de l'enseigne World News, un dans chaque site et le parking tant du côté piste, en plus il y a des points de vente exploités par Pizza Hut et Popeyes, Cinnabon, Blue Fig et Starbucks.
Services aux entreprises : sont disponibles dans les salons des compagnies aériennes, un système Internet sans fil dans tout l'aéroport et les cartes Wi-Fi sont disponibles à partir des quatre cafés World News et des téléphones publics.
Services bancaires : les banques, un bureau de change et de distributeurs automatiques de billets sont disponibles à la fois ville et côté piste dans les deux terminaux.
Salons : salons d'aéroport dans les deux terminaux disponibles seulement pour les VIP et RJ salons fonctionner dans les deux terminaux sont ouverts à toutes les entreprises et les passagers de première classe et les voyageurs fréquents, selon les règlements des compagnies aériennes. Un nouveau salon a ouvert à la Couronne RJ passagers situés dans l'aérogare sud. Ce salon de 340 sièges passagers sur 18 000 m2 et comprend des douches, des chambres d'hôtel et une bibliothèque.
Services médicaux : il y a un centre médical disponible 24 / 7 pour tous les usagers de l'aéroport.
Transport : terminals de taxis et de bus express sont disponibles 24 / 7, en plus de bureaux Rent-a-Car.
Personnes à mobilité réduite : sont disponibles, y compris les fauteuils roulants, les ascenseurs, les toilettes et d'une assistance spéciale du personnel.
Parking : six parkings pouvant accueillir jusqu'à 1 392 voitures.

## Statistiques
Le graphique qui aurait dû être présenté ici ne peut pas être affiché car il utilise l'ancienne extension Graph, désactivée pour des questions de sécurité. Des indications pour créer un nouveau graphique avec la nouvelle extension Chart sont disponibles ici.

Voir la requête brute et les sources sur Wikidata.

### Zoom sur l'impact du covid de 2019-2020
Le graphique qui aurait dû être présenté ici ne peut pas être affiché car il utilise l'ancienne extension Graph, désactivée pour des questions de sécurité. Des indications pour créer un nouveau graphique avec la nouvelle extension Chart sont disponibles ici.

Voir la requête brute et les sources sur Wikidata.

## Compagnies aériennes et destinations
| Compagnies           | Destinations |
| -------------------- | --- |
| Aegean Airlines      | Athènes E.-Venizélos |
| Afriqiyah Airways    | Tripoli-Mitiga |
| Air Algérie          | Alger-Houari-Boumédiène |
| Air Arabia           | Abou Dabi, Assiout, Borg El Arab, Charjah |
| Air Cairo            | Assiout, Borg El Arab, Gizeh, Sohag En saison: Charm el-Cheikh, Hurghada |
| AJet                 | En saison: Ankara Esenboğa, Bodrum-Milas, Dalaman, Trabzon/Trébizonde |
| Alexandria Airlines  | Borg El Arab |
| Austrian Airlines    | Vienne-Schwechat |
| Badr Airlines        | Khartoum |
| British Airways      | Londres-Heathrow |
| Edelweiss Air        | Zurich |
| EgyptAir             | Le Caire |
| Emirates             | Dubaï |
| Ethiopian Airlines   | Addis-Abeba Bole |
| Etihad Airways       | Abou Dabi |
| Flyadeal             | Djeddah - Roi-Abdelaziz, Riyad-roi Khaled |
| flydubai             | Dubaï |
| FlyEgypt             | Assiout, Borg El Arab |
| Flynas               | Djeddah - Roi-Abdelaziz, Médine-Prince M. Bin Abdulaziz, Riyad-roi Khaled |
| Gulf Air             | Manama-Bahreïn |
| Iraqi Airways        | Bagdad, Bassorah, Erbil, Souleimaniye |
| Jazeera Airways      | Koweït |
| Jordan Aviation      | - Antalya, - Batoumi-A. Kartveli, - Charm el-Cheikh, - Djeddah - Roi-Abdelaziz, - Koweït, - Le Caire, - Mascate, - Moscou-Domodédovo, - Charjah, - Tbilissi-C. Roustavéli, - Trabzon/Trébizonde En saison: Oufa, Sarajevo-Butmir |
| Kuwait Airways       | Koweït |
| Libyan Airlines      | Benghazi-Benina, Tripoli-Mitiga |
| Lufthansa            | Francfort |
| Middle East Airlines | Beyrouth-Rafic Hariri |
| Oman Air             | Mascate |
| Onur Air             | Istanbul |
| Pegasus Airlines     | Ankara Esenboğa, Antalya, Istanbul-S. Gökçen, Izmir-A. Menderes, Trabzon/Trébizonde |
| Qatar Airways        | Doha-Hamad |
| Royal Jordanian      | - Abou Dabi, - Alep, - Alger-Houari-Boumédiène, - Amsterdam, - Aqaba, - Athènes E.-Venizélos, - Bagdad, - Bangkok-Suvarnabhumi, - Barcelone-El Prat, - Bassorah, - Beyrouth-Rafic Hariri, - Benghazi-Benina, - Bruxelles-National, - Chicago-O'Hare, - Damas, - Dammam-roi Fahd, - Détroit, - Djeddah - Roi-Abdelaziz, - Doha-Hamad, - Dubaï, - Düsseldorf, - Erbil, - Francfort, - Genève-Cointrin, - Istanbul, - Koweït, - Larnaca, - Le Caire, - Londres-Heathrow, - Londres-Stansted, - Lyon-Saint-Exupéry, - Madrid-Barajas, - Manama-Bahreïn, - Manchester, - Médine-Prince M. Bin Abdulaziz, - Milan-Malpensa, - Montréal (P.-E.-Trudeau), - New York-John F. Kennedy, - Paris-Charles de Gaulle, - Riyad-roi Khaled, - Rome Léonard-de-Vinci/Fiumicino, - Stockholm-Arlanda, - Souleimaniye, - Tel Aviv - Ben Gourion, - Toronto (Pearson), - Tripoli-Mitiga, - Tunis-Carthage, - Zurich En saison : Al Ula (en), Antalya, Charm el-Cheikh |
| Ryanair              | Bergame-Orio al Serio, Vienne-Schwechat En saison: Charleroi Bruxelles-Sud, Cracovie-Jean-Paul II, Madrid-Barajas, Paphos |
| Saudia               | Djerba-Zarzis, Riyad-roi Khaled |
| Tarco Aviation       | Khartoum |
| TAROM                | Bucarest-H. Coandă |
| Transavia            | En saison: Amsterdam |
| Transavia France     | En saison: Lyon-Saint-Exupéry, Paris-Orly |
| Transavia            | En saison : Amsterdam |
| Turkish Airlines     | Istanbul En saison: Antalya, Dalaman |
| United Airlines      | Washington-Dulles |
| Vueling              | Barcelone-El Prat, Paris-Orly |
| Wizz Air             | - Abou Dabi, - Budapest-Ferenc Liszt, - Londres-Luton, - Milan-Malpensa, - Rome Léonard-de-Vinci/Fiumicino, - Vienne-Schwechat |
| Yemenia              | Aden, Sana'a |

Actualisé le 29/07/2021 Actualisé le 24/08/2024

## Salons
L'aéroport ne dispose que d'un salon depuis août 2008, appartenant à Royal Jordanian. Il est accessible par la Royal Jordanian Couronne passagers et les passagers voyageant en première ou en classe affaires ou à de l'aéroport international Reine-Alia. Le nouveau salon est situé au deuxième étage de l'aérogare sud et est le deuxième plus grand salon au Moyen-Orient, et a de nombreuses facilités. Tels que :
- Un centre d'affaires équipé d'ordinateurs afin de permettre aux passagers d'utiliser Internet.
- Un vaste choix de journaux et magazines locaux et internationaux.
- Chambres isolées pour la détente.
- Hôtel-like chambres.
- Douches.
- Salle de jeux pour enfants équipé d'un écran LCD.
- Salle de jeux pour les adultes.
- Coins privatifs pour la prière.
- Des écrans LCD sont installés dans le hall principal du salon.
- Un espace fumeur avec climatisation et ventilation.
- De l'alimentation et des boissons.
- Bibliothèque.